# Frankenwälder Brauhaus
Die Frankenwälder Brauhaus GmbH war eine Brauerei im oberfränkischen Naila. Sie gehörte zu den letzten vier großen Brauereien in der Stadt und im Landkreis Hof. Außerdem war sie die letzte verbleibende Brauerei in Naila. Im Jahr 2019 betrug der Bierausstoß 15.000 Hektoliter.
Nach Anmeldung der Insolvenz im Februar 2022 stellte sie im Dezember desselben Jahres ihren Betrieb ein.

## Geschichte
Das Unternehmen wurde 1928 als Familienbetrieb von Andreas Wohn gegründet. Sie sah sich selbst dabei in der Tradition der Nailaer Kommunbrauer, welche seit der Verleihung der Braurechte 1464 durch Markgraf Johann IV. an die Stadt Naila, im Ort Bier gebraut haben. Die Brauerfamilie Wohn braute bereits seit 1610 Bier und übernahm 1928 die Kommunbraurechte von 84 kleineren Nailaer Brauereien.
Im Jahr 2008 meldete der damalige Inhaber Heinrich Wohn Insolvenz für das Familienunternehmen „Bürgerbräu Naila Andreas Wohn OHG“ an. Als Grund wurden die gestiegenen Rohstoff- und Energiepreise und die Konkurrenz durch Großbrauereien genannt. Ab April 2008 wurde das Unternehmen dann vom Insolvenzverwalter Gunther Neef geführt. Der Fall war auch Thema einer Sendung der Fernsehserie Hagen hilft!. 2010 wurde die Brauerei vom Nailaer Unternehmer Walid Aziz gekauft und unter dem Namen „Bürgerbräu Naila GmbH“ neu gegründet. 2012 wurde der Firmenname in „Frankenwälder Brauhaus GmbH“ geändert.
Seit August 2012 wurden die Biere der ehemaligen Ahornberger Brauerei in Naila gebraut, welche 2011 insolvent ging. Seitdem die Markenrechte der Gottsmannsgrüner Brauerei im Jahr 2016 von der Brauerei Bischofshof durch das Frankenwälder Brauhaus übernommen wurden, wurden die Biere der Marke Gottsmannsgrüner in Naila gebraut. Aufgrund der Corona-Pandemie und gestiegener Energie- und Rohstoffpreise musste das Unternehmen im Februar 2022 erneut Insolvenz anmelden. Im Mai 2022 erfolgte die Liquidation.
Im März 2023 wurde bekannt, dass die Brauerei von der MetaBrewSociety UG (einem Unternehmen für den Handel mit Bierbezugsrechten über NFTs) gepachtet wird, welches perspektivisch ihren Firmensitz in Naila aufbauen möchte. Vor Ort sollen bis zu 10 Millionen Dosen Bier pro Jahr für den internationalen Markt hergestellt und verkauft werden. Es soll aber auch weiterhin Bier in Flaschen vor Ort erhältlich sein.

## Biermarken & Sorten (zuletzt)
- 1464 Frankenwälder Bürgerbräu (Pilsner, Fränkisch Würzig, Fränkisch Hell, Flämmla, Weizen, Fichtenschnittla)[20]
- Ahornberger Landbier (Würzig, Hopfig, Premium, Bärentrunk, Bayerisch Hell, Märzen, Maibock)[14]
- Gottsmannsgrüner (Pils und Weisse)[16]

## Trivia
Das Bier „Fichtenschnittla“ hieß ursprünglich „Fichtenzäpfla“, musste aber aufgrund des ähnlichen Namens mit dem „Tannenzäpfle“ der Rothaus-Brauerei, umbenannt werden.
Es existierte eine Biermarke unter der Bezeichnung „ICKE Bier Berliner Typ“, welches für den Berliner Markt gedacht war.